# Djerv (album)
Djerv – debiutancki album studyjny norweskiej grupy muzycznej Djerv. Wydawnictwo ukazało się 17 czerwca 2011 roku w Europie nakładem Indie Recordings, z wyjątkiem Czech i Polski gdzie płytę wydała firma Mystic Production. Debiut został zarejestrowany we współpracy z inżynierem Danielem Bergstrandem znanym m.in. ze współpracy z grupami In Flames, Meshuggah i Decapitated. Miksowanie wykonał amerykański producent, laureat Grammy - Matt Hyde, który poprzednio współpracował z Hatebreed i Monster Magnet.  Masteringowi wszystkie kompozycje poddał Tom Baker w Precision Mastering w Los Angeles w Stanach Zjednoczonych. W ramach promocji do utworu "Madman" został zrealizowany teledysk który wyreżyserowali Jørn Veberg i Johan Sæther. Nagrania zadebiutowały na 8. miejscu VG-Lista w Norwegii.

## Lista utworów
Opracowano na podstawie materiału źródłowego.
| Nr | Tytuł utworu         | Długość |
| -- | -------------------- | ------- |
| 1. | „Madmen”             | 4:25    |
| 2. | „The Bowling Pin”    | 3:37    |
| 3. | „Headstone”          | 3:50    |
| 4. | „Gruesome Twosome”   | 4:05    |
| 5. | „Only I Exist”       | 4:25    |
| 6. | „Ladder To The Moon” | 3:58    |
| 7. | „Abmuse”             | 4:49    |
| 8. | „Blind The Heat”     | 3:14    |
| 9. | „Immortal”           | 4:38    |
|    |                      | 37:01   |